# Ambasada RP w Nairobi
Ambasada Rzeczypospolitej Polskiej w Nairobi (ang. Embassy of the Republic of Poland in Nairobi) – polska misja dyplomatyczna w stolicy Kenii.
Ambasador Rzeczypospolitej w Nairobi prócz Kenii akredytowany jest również w/na Madagaskarze, Mauritiusie, Somalii, Seszelach, Ugandzie.

## Struktura
- Stały Przedstawiciel RP przy Programach i Biurze ONZ w Nairobi i UN-Habitat
- Wydział Polityczno-Ekonomiczny, Konsularny i Polonii
- Wydział Administracyjno-Finansowy

Okręg konsularny obejmuje Madagaskar, Mauritius, Somalię, Seszele i Ugandę.

## Historia
Stosunki dyplomatyczne między Polską a Kenią zostały nawiązane 13 grudnia 1963, dzień po uzyskaniu niepodległości przez to afrykańskie państwo. W następnym roku PRL otworzyła ambasadę w Kenii.
Od kilku lat Kenia jest jednym z najważniejszych w Afryce beneficjentów polskiej pomocy rozwojowej. Pomoc ta często jest świadczona za pośrednictwem polskich misjonarzy katolickich.

## Konsulowie honorowi
Miasta w państwach objętych kompetencją Ambasady, w których znajdują się polskie konsulaty honorowe:
- Mombasa (Kenia): konsul honorowy: Skipper Onyino
- Kampala (Uganda): konsul honorowy: Ephraim Kamuntu
- Antananarywa (Madagaskar): konsul honorowy: Zbigniew Kasprzyk